# Gornsdorf
Gornsdorf – gmina w Niemczech, w kraju związkowym Saksonia, w okręgu administracyjnym Chemnitz, w powiecie Erzgebirgskreis, wchodzi w skład wspólnoty administracyjnej Auerbach-Burkhardtsdorf-Gornsdorf.

## Współpraca
Miejscowości partnerskie:
- Bernried, Bawaria
- Lubenec, Czechy